# Las Pomas (Madera)
Las Pomas es una población del estado mexicano de Chihuahua cercana a sus límites con el de Sonora y ubicada en el municipio de Madera.

## Localización y demografía
Las Pomas se encuentra localizada en el oeste del estado de Chihuahua y al norte del territorio municipal de Madera, en un elevado punto de la Sierra Madre Occidental, a una altitud de 2 230 metros sobre el nivel del mar. Es una de las zonas donde se registran las temperaturas más bajas del estado de Chihuahua, junto con abundante precipitación de nieve en los meses de invierno. 
Sus coordenadas geográficas son 29°42′36″N 108°11′33″O / 29.71000, -108.19250, se encuentra a unos sesenta kilómetros al norte de la cabecera municipal, la ciudad de Madera.
De acuerdo con los resultados del Censo de Población y Vivienda realizado por el Instituto Nacional de Estadística y Geografía, la población total de La Norteña es de 61 habitantes, de los que 32 son hombres y 29 son mujeres.

## Actualidad
El 17 de enero de 2020 trascendió en los medios de comunicación que durante la noche anterior el pueblo había sido atacado por grupos de la delincuencia organizada que se disputan el territorio para el tráfico de drogas, atacando a la población civil e incendiando alrededor de 20 viviendas y vehículos. Tras ello, la población fue totalmente abandonada por sus habitantes, que huyeron a las cercanas poblaciones de El Largo, dejando tras de si únicamente los animales y las casas destruidas.